# Hyperlais
Hyperlais is een geslacht van vlinders van de familie van de grasmotten (Crambidae), uit de onderfamilie van de Glaphyriinae. De wetenschappelijke naam en de beschrijving van dit geslacht werden voor het eerst in 1959 gepubliceerd door Hubert Marion.

## Soorten
- H. argillacealis (Zeller, 1847)
- H. benderalis Amsel, 1961
- H. claralis (Caradja, 1916)
- H. conspersalis Mey, 2011
- H. dulcinalis (Treitschke, 1835)
- H. elbursalis Amsel, 1961
- H. glyceralis (Staudinger, 1859)
- H. intermedialis (Chrétien, 1915)
- H. lutosalis (Mann, 1862)
- H. nemausalis (Duponchel, 1831-1833)
- H. rivasalis (Vazquez, 1905)
- H. rosseti Varenne, 2009
- H. sahariensis Leraut, 2012
- H. siccalis Guenee, 1854
- H. squamosa (Hampson, 1913)
- H. transversalis Mey, 2011
- H. xanthomista Mey, 2011